# Gilbert Guillaume
Gilbert Guillaume (ur. 4 grudnia 1930, Bois-Colombes), prawnik i dyplomata francuski, sędzia Międzynarodowego Trybunału Sprawiedliwości.
Studiował na Uniwersytecie w Paryżu oraz w Instytucie Nauk Politycznych w Paryżu i narodowej szkole administracji publicznej. Pracował jako urzędnik państwowy w resorcie spraw zagranicznych, wielokrotnie reprezentował Francję na konferencjach międzynarodowych, szczególnie poświęconych regulacjom międzynarodowego prawa lotniczego i morskiego. W latach 1979–1987 był dyrektorem departamentu prawnego Ministerstwa Spraw Zagranicznych. Pełnił m.in. funkcję delegata Francji w VI Komitecie (ds. problematyki prawnej) Zgromadzenia Ogólnego ONZ oraz szefa delegacji francuskiej na III Konferencję Narodów Zjednoczonych ds. Kodyfikacji Prawa Morza (Montego Bay, 1982).
Od 1980 członek Stałego Trybunału Arbitrażowego, ponadto m.in. członek Trybunału Arbitrażowego OBWE, prezes oddziału francuskiego Stowarzyszenia Prawa Międzynarodowego, honorowy przewodniczący Francuskiego Towarzystwa Prawa Lotniczego i Prawa Kosmosu, członek Międzynarodowej Akademii Prawa Stosowanego i innych francuskich i zagranicznych stowarzyszeń naukowych. Kieruje Instytutem Prawa Lotniczego i Prawa Kosmosu Uniwersytetu w Leiden.
Od 14 września 1987 był sędzią Międzynarodowego Trybunału Sprawiedliwości (zastąpił zmarłego sędziego Ladreita de Lacharrière); został wybrany na kolejną kadencję w 1991 i 2000. Jego 9-letnia kadencja miała upłynąć w 2009, jednak zrezygnował z dalszego sprawowania mandatu sędziego w listopadzie 2004 (następca, sędzia Ronny Abraham, objął funkcję w lutym 2005). W latach 2000–2003 był przewodniczącym Trybunału. Kierował m.in. izbami ad hoc w sprawach sporów granicznych między Salwadorem i Hondurasem oraz Beninem i Nigrem.
Jest autorem wielu publikacji naukowych poświęconych prawu międzynarodowemu, a także zjawisku terroryzmu w kontekście prawa międzynarodowego. Wydał m.in. Les grandes crises internationales et le droit (1994).